# Бреэн-ла-Виль
Бреэ́н-ла-Виль (фр. Bréhain-la-Ville) — коммуна во французском департаменте Мёрт и Мозель региона Лотарингия. Относится к кантону Вильрюп.

## География
Бреэн-ла-Виль расположен в 45 км к северо-западу от Меца. Соседние коммуны: Тьерселе на севере, Тиль и Вильрюп на северо-востоке, Крюн на востоке, Эррувиль на юго-востоке.

## История
Поселение было основано германцами под названием Berg Heim («дом на горе»). Здесь останавливался со своим двором Людовик XIV.

## Демография
Население коммуны на 2010 год составляло 298 человек.
| 1962 | 1968 | 1975 | 1982 | 1990 | 1999 | 2010 |
| ---- | ---- | ---- | ---- | ---- | ---- | ---- |
| 197  | 225  | 223  | 175  | 183  | 227  | 298  |